# 比列·賀文
比列·特雷弗·賀文（英語：Brett Trevor Holman，1984年3月27日—），簡稱比列·賀文（Brett Holman），出生在悉尼班克斯鎮，是一名澳洲職業足球員，司職攻擊中場或左翼，曾效力荷甲飛燕諾、精英隊、奈梅亨及阿爾克馬爾，英超阿士東維拉，現效力阿联酋职业足球联赛球會阿爾納沙。

## 早年
賀文的父母是愛爾蘭人，後來移民到澳洲，他就讀位於新南威爾士州劉易舍姆的天主教基督教兄弟高校。

## 球會
賀文在澳洲時曾效力北部精神和帕拉馬塔力量。2002年，他加盟荷蘭球會飛燕諾。
後來，賀文被球會外借至精英隊。2006年，他轉投奈梅亨。
2007年4月7日，賀文在以2-1的比分擊敗荷甲領頭羊PSV燕豪芬的賽事中梅開二度，賽後他當選最佳球員。2008年夏天，他獲時任阿爾克馬爾領隊路易斯·雲高爾垂青，以300萬歐羅買入他。
2008年11月1日，賀文在艾比倫斯特拉球場以3-3戰平海倫芬的賽事的下半場時入替尼克·范德瓦尔登並攻入其處子入球。
2008/09球季，賀文一直努力爭取正選機會，球季結束後有傳他會離隊。然而，他獲新領隊留用並給予更多的上陣時間。
在迪克·艾禾卡特麾下，賀文上陣時間獲得大幅增加，其中包括數次在歐洲聯賽冠軍盃上陣。他在以1-1逼和標準列治的賽事使人印象深刻。
2012年3月12日英超球會阿士東維拉宣佈與賀文達成協議，季後以自由身加盟。
2013年6月22日，賀文與阿士東維拉達成協議解約，並轉會到以杜拜為基地參加阿聯酋職業足球聯賽的阿爾納沙。

## 國際賽
2006年，賀文在對巴林的賽事中首次代表澳洲。
2010年6月19日，賀文在2010年世界盃以1-1戰平加納接應馬克·比斯安奴開出的自由球先開紀錄，這是他首個國際賽入球。6月24日，他在最後一場分組賽對塞爾維亞的賽事中以一記25碼外的射門，再次取得入球。
| # | 日期           | 地點                                     | 對賽球隊 | 入球 | 賽果 | 競賽               |
| - | -------------- | ---------------------------------------- | -------- | ---- | ---- | ------------------ |
| 1 | 2007年3月24日  | 中華人民共和國 廣州 廣東奧林匹克體育中心 | 中國     | 0–1  | 0–2  | 友賽               |
| 2 | 2010年3月24日  | 澳洲 墨爾本 墨爾本板球場                 | 新西兰   | 2–1  | 2–1  | 友賽               |
| 3 | 2010年6月19日  | 南非 羅斯頓堡 皇家班巴夫肯球場           |          | 1–0  | 1–1  | 2010年世界盃       |
| 4 | 2010年6月23日  | 南非 尼爾斯普魯特 姆博貝拉球場           | 塞爾維亞 | 2–0  | 2–1  | 2010年世界盃       |
| 5 | 2010年9月7日   | 波蘭 克拉科夫 维斯瓦体育场               | 波蘭     | 0–1  | 1–2  | 友誼賽             |
| 6 | 2011年1月11日  | 卡塔尔 多哈 贾西姆本哈马德体育场         | 印度     | 3–0  | 4–0  | 2011年亞洲盃       |
| 7 | 2011年10月11日 | 澳洲 悉尼 澳大利亞體育場                 | 阿曼     | 1–0  | 3–0  | 2014年世界盃外圍賽 |
| 8 | 2011年11月15日 | 泰國 曼谷 蘇帕查拉賽體育場               | 泰國     | 0-1  | 0-1  | 2014年世界盃外圍賽 |

## 外部連結
- （荷兰文）AZ Alkmaar profile （页面存档备份，存于）
- （英文）FFA – Socceroo profile
- （英文）OzFootball profile （页面存档备份，存于）
- （英文）National Football Teams （页面存档备份，存于）